# Tuberculatus
Tuberculatus är ett släkte av insekter som beskrevs av Alexandre Mordvilko 1894. Enligt Catalogue of Life ingår Tuberculatus i familjen långrörsbladlöss, men enligt Dyntaxa är tillhörigheten istället familjen borstbladlöss.

## Bildgalleri

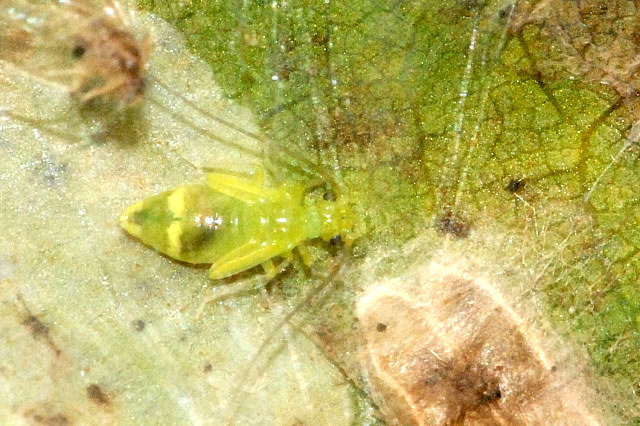

## Dottertaxa tillTuberculatus, i alfabetisk ordning[1][2]
- Tuberculatus acuminatus
- Tuberculatus albosiphonatus
- Tuberculatus annulatus
- Tuberculatus borealis
- Tuberculatus californicus
- Tuberculatus capitatus
- Tuberculatus castanocallis
- Tuberculatus cereus
- Tuberculatus chrysolepidis
- Tuberculatus columbiae
- Tuberculatus cornutus
- Tuberculatus eggleri
- Tuberculatus etruscus
- Tuberculatus fangi
- Tuberculatus fuscotuberculatus
- Tuberculatus garciamartelli
- Tuberculatus grisipunctatus
- Tuberculatus higuchii
- Tuberculatus indicus
- Tuberculatus inferus
- Tuberculatus japonicus
- Tuberculatus kashiwae
- Tuberculatus kiowanicus
- Tuberculatus konaracola
- Tuberculatus kunugi
- Tuberculatus kuricola
- Tuberculatus leptosiphon
- Tuberculatus maculipennis
- Tuberculatus margituberculatus
- Tuberculatus maureri
- Tuberculatus maximus
- Tuberculatus mexicanus
- Tuberculatus moerickei
- Tuberculatus neglectus
- Tuberculatus nervatus
- Tuberculatus nigrosiphonaceus
- Tuberculatus paiki
- Tuberculatus pallescens
- Tuberculatus pallidus
- Tuberculatus pappus
- Tuberculatus paranaracola
- Tuberculatus pasaniae
- Tuberculatus passalus
- Tuberculatus pilosulus
- Tuberculatus pilosus
- Tuberculatus querceus
- Tuberculatus quercicola
- Tuberculatus quercifolii
- Tuberculatus querciformosanus
- Tuberculatus radisectuae
- Tuberculatus remaudierei
- Tuberculatus spiculatus
- Tuberculatus stigmatus
- Tuberculatus yokoyamai